# District de Bargarh
Le district de Bargarh est un district de l'état de l'Odisha, en Inde.

## Géographie
Au recensement de 2011, sa population compte 1 478 833 habitants.
Son chef-lieu est la ville de Bargarh. 